# Eonema
Eonema is een monotypisch geslacht van schimmels behorend tot de familie Hygrophoraceae. Het bevat alleen de soort Eonema pyriforme.